# Persistance (statistiques)
Pour les articles homonymes, voir Persistance.
En statistique mathématique, la persistance d'une variable temporelle est sa propension à conserver dans son évolution les valeurs qu'elle a prises précédemment.
Elle peut être mesurée par la valeur de l'autocorrélation de la variable, si une série est disponible.